# Эдвардс, Джон (генетик)
Джон Хилтон Эдвардс (26 марта 1928 — 11 октября 2007) — британский генетик.  Впервые описал синдром множественных врожденных  пороков развития, связанных с присутствием лишней хромосомы. Дополнительная хромосома принадлежала к группе Е хромосом, которая состояла из хромосом 16, 17 и 18. Состояние теперь известно как  синдром Эдвардса или синдром трисомии 18.
В 1979 году был избран членом Королевского общества. Был научным сотрудником Кибл-колледжа и профессором генетики в Оксфорде (1979 — 1995)/
Сын хирурга Гарольда С. Эдвардса и брат генетика А.В.Ф. Эдвардса. В начале карьеры работал под руководством Ланселота Хогбена поэтому иногда его называли «Эдвардс Хогбена».

### Комментарии
1. ↑  Редкий случай, когда наследственное заболевание было описано по его установленной внутренней причине, а не по набору характерных признаков, причины которых определят лишь позднее[5]